# مجال الزمن

في الإلكترونيات وهندسة التحكم،مجال الزمن يستخدم لتمثيل إشارة عبر دالة رياضية بدلالة الزمن ويوجد بعض التحويلات الرياضية التي تحول من حيز الزمن إلى حيز التردد والعكس.